# Герхожансу
Герхожансу (в верховьях — Сакашилсу) — река в России, протекает в Эльбрусском районе Кабардино-Балкарской Республики. Длина реки составляет 12 км, площадь водосборного бассейна 76,3 км².
Начинается из ледников к северо-востоку от горы Каяртыбаши под названием Сакашилсу. Течёт в общем северо-западном направлении, в низовьях — через берёзовый и сосновый лес. Устье реки находится в 124 км по правому берегу реки Баксан на территории города Тырныауз.
Основные притоки — Уллу-Ставатсу (пр), Ачикансу (лв), Каяартысу (лв).
Река известна мощными селевыми потоками, неоднократно сходившими на город Тырныауз и приводившими к разрушениям и человеческим жертвам.

## Данные водного реестра
По данным государственного водного реестра России относится к Западно-Каспийскому бассейновому округу, водохозяйственный участок реки — Баксан, без реки Черек. Речной бассейн реки — реки бассейна Каспийского моря междуречья Терека и Волги.
Код объекта в государственном водном реестре — 07020000712108200004574.